# Орфически мистерии (фестивал)
Орфическите мистерии в Триградското ждрело се провеждат в края на юли. Организират се за първи път през 2003 и включват демонстрация на езически ритуали и обреди от различни епохи.
Празничната програма включва ритуално посрещане на слънцето, танц на нестинари, чайна церемония с колективно пиене на мурсалски чай, жертвоприношение и ритуално белязване на челата с кръв от жертвено животно, а също и неповторимия ритуал – „прогонването на дявола“... Когато грохотът на десетките кукерски звънци отекне в Триградското ждрело ще разберете какво е било усещането на вълшебния певец Орфей, когато е слизал в ада заради любимата си Евридика....